# Янів Підляський
Янів Підляський, або просто Янів (Янув-Підляський, пол. Janów Podlaski) — село в Польщі, у гміні Янів Підляський Більського повіту Люблінського воєводства. Населення — 2720 осіб (2011).

## Назва
Колишня українська назва міста — Порхів.

## Історія
1565 року вперше згадується православна церква в місті. У 1843 році збудовано нову церкву, але яку було розібрана до 1867 року.
1867 року на православ'я переведено римо-католицький костел Косми і Даміяна 1790—1801 років.
За даними етнографічної експедиції 1869—1870 років під керівництвом Павла Чубинського, у місті переважно проживали римо-католики, меншою мірою — греко-католики, які здебільшого розмовляли українською мовою.
1872 року місцева греко-католицька парафія налічувала близько 950 вірян.
1918 року польська влада перетворила церкву Косми і Даміяна назад на костел.
За німецької окупації у місті діяла філія Більського Українського допомогового комітету. У 1943 році в місті мешкало 33 українці, 16 росіян та 2789 поляків.
2 липня 1947 року під час операції «Вісла» польська армія виселила з Янова на приєднані до Польщі північно-західні терени 2 українців, 18 липня — ще 4 українців.
У 1975—1998 роках село належало до Білопідляського воєводства.

## Населення
Демографічна структура станом на 31 березня 2011 року:
|          | Загалом | Допрацездатний вік | Працездатний вік | Постпрацездатний вік |
| -------- | ------- | ------------------ | ---------------- | -------------------- |
| Чоловіки | 1302    | 285                | 915              | 102                  |
| Жінки    | 1418    | 284                | 837              | 297                  |
| Разом    | 2720    | 569                | 1752             | 399                  |

## Економіка
- Яновський кінний завод